# Società Sportiva Calcio Napoli 1995-1996
Questa voce raccoglie le informazioni riguardanti la Società Sportiva Calcio Napoli nelle competizioni ufficiali della stagione 1995-1996.

## Stagione
Nella stagione 1995-1996 il Napoli disputò il cinquantottesimo campionato di Serie A della sua storia.
Ferlaino rientrò ai vertici societari, ma la crisi finanziaria lo costrinse a cedere diversi giocatori, tra cui Fabio Cannavaro al Parma, destinato a sostenere le casse azzurre prendendosi i giocatori migliori. In panchina venne confermato Boskov, tra gli acquisti, il difensore argentino Ayala, buon colpitore di testa, i terzini Colonnese e Baldini, il centrocampista Pizzi e l'attaccante Arturo di Napoli.
La squadra andò in rete poche volte nel corso del torneo, addirittura in 15 partite l'attacco non sarà in grado di realizzare marcature e alla fine del torneo risulterà essere il peggiore del campionato a pari merito col Torino con 28 reti.
Dopo un buon girone d'andata (23 punti), il Napoli calò nel ritorno (18 punti); si trattava di una squadra che trovava rifugio spesso nei pareggi, il giovane centravanti Di Napoli - nonostante le sole 5 marcature realizzate - mise a segno tre gol preziosi per tre vittorie. Il "condor" Massimo Agostini, si avviò al tramonto della sua carriera e il suo rendimento calò; buon campionato invece per il difensore Massimo Tarantino e per il centrocampista Fabio Pecchia mentre, il talentuoso libero André Cruz segnò meno dell'anno precedente, condizionato da alcuni infortuni.
Comunque la squadra fu protagonista di un campionato mediocre e in Coppa Italia, il Napoli uscì alla prima partita, eliminato dal Lecce. Risultava sempre più evidente che la società non aveva più i mezzi per allestire una squadra competitiva.

## Divise e sponsor

La squadra in campo nella trasferta di Piacenza con la terza divisa gialla

Lo sponsor ufficiale è Record Cucine, mentre il fornitore tecnico è Lotto.
| Casa | Trasferta | Terza divisa |

## Organigramma societario[4]
Area direttiva
- Presidente onorario: Vincenzo Schiano di Colella
- Amministratore unico: Gian Marco Innocenti
- Direttore sportivo: Luigi Pavarese
- Capo Ufficio stampa: Carlo Iuliano
- Azionista di maggioranza: Corrado Ferlaino

Area tecnica
- Direttore tecnico: Vujadin Boškov
- Allenatore: Aldo Sensibile
- Preparatore dei portieri: Rosario Di Vincenzo
- Allenatore Primavera: Vincenzo Montefusco
- Preparatore atletico: Raffaele Cerullo

Area sanitaria
- Medico sociale: Pasquale Russo
- Massaggiatore: Salvatore Carmando

## Rosa[5]
| N. |                      | Ruolo | Calciatore                |
| -- | -------------------- | ----- | ------------------------- |
| 1  | Italia (bandiera)    | P     | Giuseppe Taglialatela     |
| 2  | Argentina (bandiera) | D     | Roberto Ayala             |
| 3  | Italia (bandiera)    | D     | Massimo Tarantino         |
| 4  | Italia (bandiera)    | C     | Roberto Bordin (capitano) |
| 5  | Italia (bandiera)    | D     | Salvatore Matrecano       |
| 6  | Brasile (bandiera)   | D     | André Cruz                |
| 7  | Italia (bandiera)    | C     | Renato Buso               |
| 8  | Francia (bandiera)   | C     | Alain Boghossian          |
| 9  | Italia (bandiera)    | A     | Massimo Agostini          |
| 10 | Italia (bandiera)    | C     | Fausto Pizzi              |
| 11 | Italia (bandiera)    | C     | Fabio Pecchia             |
| 12 | Italia (bandiera)    | P     | Raffaele Di Fusco         |
| 13 | Italia (bandiera)    | D     | Alessandro Sbrizzo        |

| N. |                   | Ruolo | Calciatore          |
| -- | ----------------- | ----- | ------------------- |
| 14 | Italia (bandiera) | C     | Fausto Pari         |
| 15 | Italia (bandiera) | D     | Francesco Baldini   |
| 16 | Italia (bandiera) | D     | Francesco Colonnese |
| 17 | Italia (bandiera) | C     | Gennaro Scarlato    |
| 18 | Italia (bandiera) | C     | Raffaele Longo      |
| 19 | Italia (bandiera) | A     | Carmelo Imbriani    |
| 20 | Italia (bandiera) | A     | Arturo Di Napoli    |
| 21 | Italia (bandiera) | C     | Roberto Policano    |
| 22 | Italia (bandiera) | P     | Federico Infanti    |
| 24 | Italia (bandiera) | C     | Luca Altomare       |
| 25 | Italia (bandiera) | D     | Mirko Taccola       |
| 26 | Italia (bandiera) | D     | Ciro Caruso         |
| 27 | Italia (bandiera) | A     | Ernesto Verolino    |

## Risultati

### Serie A

#### Girone di andata
| Arbitro: | Beschin (Legnago) |

|           |           |                 |
| Protti 3’ | Marcatori | 86’ (rig.) Cruz |

| Arbitro: | Racalbuto (Gallarate) |

|                         |           |  |
| Pecchia 7’ Agostini 70’ | Marcatori |  |

| Arbitro: | Cesari (Genova) |

|          |           |                                    |
| Vieri 4’ | Marcatori | 31’ Buso 63’ Imbriani 74’ Agostini |

| Arbitro: | Pairetto (Nichelino) |

|                       |           |                 |
| Imbriani 33’ Buso 66’ | Marcatori | 46’ D. Fontolan |

| Arbitro: | Braschi (Prato) |

|            |           |             |
| Vialli 55’ | Marcatori | 52’ Pecchia |

| Arbitro: | Bettin (Padova) |

|  |           |                                     |
|  | Marcatori | 78’ (aut.) Tarantino 86’ M. Orlando |

| Arbitro: | Rodomonti (Teramo) |

|  |           |                  |
|  | Marcatori | 69’ (aut.) Taibi |

| Napoli 29 ottobre 1995 8ª giornata | Napoli             | 0 – 0 | Cremonese | Stadio San Paolo (56 533 spett.)\| Arbitro: \| Tombolini (Ancona) \| |
| Arbitro:                           | Tombolini (Ancona) |       |           |                                                                      |

| Torino 5 novembre 1995 9ª giornata | Torino             | 0 – 0 | Napoli | Stadio delle Alpi (22 740 spett.)\| Arbitro: \| Stafoggia (Pesaro) \| |
| Arbitro:                           | Stafoggia (Pesaro) |       |        |                                                                       |

| Arbitro: | Trentalange (Torino) |

|              |           |          |
| Agostini 45’ | Marcatori | 9’ Otero |

| Arbitro: | Collina (Viareggio) |

|                   |           |  |
| Firicano 21’, 90’ | Marcatori |  |

| Arbitro: | Bazzoli (Merano) |

|           |           |                 |
| Pizzi 38’ | Marcatori | 52’ (rig.) Zola |

| Milano 10 dicembre 1995 13ª giornata | Milan                                  | 0 – 0 | Napoli | Stadio Giuseppe Meazza (52 838 spett.)\| Arbitro: \| Pellegrino (Barcellona Pozzo di Gotto) \| |
| Arbitro:                             | Pellegrino (Barcellona Pozzo di Gotto) |       |        |                                                                                                |

| Arbitro: | Nicchi (Arezzo) |

|  |           |                          |
|  | Marcatori | 13’ Thern 70’ Delvecchio |

| Arbitro: | Beschin (Legnago) |

|                            |           |                        |
| Cruz 45’ (aut.) Chiesa 48’ | Marcatori | 54’ Di Napoli 75’ Buso |

| Arbitro: | Ceccarini (Livorno) |

|               |           |  |
| Di Napoli 25’ | Marcatori |  |

| Arbitro: | Farina (Novi Ligure) |

|                                |           |                          |
| Bertotto 11’ Poggi 53’ Bia 60’ | Marcatori | 13’ Agostini 56’ Pecchia |

#### Girone di ritorno
| Arbitro: | Bolognino (Milano) |

|              |           |  |
| Di Napoli 7’ | Marcatori |  |

| Arbitro: | Nicchi (Arezzo) |

|                                          |           |                         |
| Vlaović 6’, 67’ N. Amoruso 67’ Fiore 85’ | Marcatori | 54’ Pizzi 87’ Di Napoli |

| Arbitro: | Trentalange (Torino) |

|                                      |           |  |
| Boghossian 14’ A. Paganin 85’ (aut.) | Marcatori |  |

| Arbitro: | Pairetto (Nichelino) |

|                                      |           |  |
| Ganz 32’, 56’ (rig.) Branca 67’, 80’ | Marcatori |  |

| Arbitro: | Treossi (Forlì) |

|  |           |               |
|  | Marcatori | 81’ Ravanelli |

| Arbitro: | Bazzoli (Merano) |

|                               |           |  |
| Batistuta 36’, 76’ Baiano 79’ | Marcatori |  |

| Napoli 3 marzo 1996 24ª giornata | Napoli             | 0 – 0 | Piacenza | Stadio San Paolo (24 146 spett.)\| Arbitro: \| Stafoggia (Pesaro) \| |
| Arbitro:                         | Stafoggia (Pesaro) |       |          |                                                                      |

| Arbitro: | Farina (Novi Ligure) |

|             |           |         |
| Tentoni 22’ | Marcatori | 5’ Buso |

| Arbitro: | Ceccarini (Livorno) |

|                                         |           |  |
| Di Carlo 13’ Murgita 21’ Ambrosetti 35’ | Marcatori |  |

| Napoli 31 marzo 1996 27ª giornata | Napoli            | 0 – 0 | Cagliari | Stadio San Paolo (23 947 spett.)\| Arbitro: \| Messina (Bergamo) \| |
| Arbitro:                          | Messina (Bergamo) |       |          |                                                                     |

| Arbitro: | Racalbuto (Gallarate) |

|              |           |  |
| Apolloni 15’ | Marcatori |  |

| Arbitro: | Braschi (Prato) |

|                |           |  |
| Boghossian 30’ | Marcatori |  |

| Arbitro: | Ceccarini (Livorno) |

|  |           |             |
|  | Marcatori | 13’ Panucci |

| Arbitro: | Treossi (Forlì) |

|                                          |           |             |
| Delvecchio 41’, 81’, 85’ Cruz 50’ (aut.) | Marcatori | 72’ Pecchia |

| Arbitro: | Pellegrino (Barcellona Pozzo di Gotto) |

|                      |           |  |
| Di Napoli 86’ (rig.) | Marcatori |  |

| Arbitro: | Bolognino (Milano) |

|               |           |  |
| Di Matteo 19’ | Marcatori |  |

| Arbitro: | Franceschini (Bari) |

|                               |           |                    |
| Pizzi 41’ (rig.) Policano 71’ | Marcatori | 28’ (aut.) Pecchia |

### Coppa Italia
| Arbitro: | Pellegrino (Barcellona Pozzo di Gotto) |

|              |           |  |
| Palmieri 69’ | Marcatori |  |

## Statistiche

### Statistiche di squadra
| Competizione | Punti | In casa | In casa | In casa | In casa | In casa | In casa | In trasferta | In trasferta | In trasferta | In trasferta | In trasferta | In trasferta | Totale | Totale | Totale | Totale | Totale | Totale | DR  |
| Competizione | Punti | G       | V       | N       | P       | Gf      | Gs      | G            | V            | N            | P            | Gf           | Gs           | G      | V      | N      | P      | Gf     | Gs     | DR  |
| ------------ | ----- | ------- | ------- | ------- | ------- | ------- | ------- | ------------ | ------------ | ------------ | ------------ | ------------ | ------------ | ------ | ------ | ------ | ------ | ------ | ------ | --- |
| Serie A      | 41    | 17      | 8       | 5       | 4       | 14      | 10      | 17           | 2            | 6            | 9            | 14           | 31           | 34     | 10     | 11     | 13     | 28     | 41     | -13 |
| Coppa Italia |       | -       | -       | -       | -       | -       | -       | 1            | 0            | 0            | 1            | 0            | 1            | 1      | 0      | 0      | 1      | 0      | 1      | -1  |
| Totale       |       | 17      | 8       | 5       | 4       | 14      | 10      | 18           | 2            | 6            | 10           | 14           | 32           | 35     | 10     | 11     | 14     | 28     | 42     | -14 |

### Andamento in campionato
| Giornata  | 1 | 2 | 3 | 4 | 5 | 6 | 7 | 8 | 9 | 10 | 11 | 12 | 13 | 14 | 15 | 16 | 17 | 18 | 19 | 20 | 21 | 22 | 23 | 24 | 25 | 26 | 27 | 28 | 29 | 30 | 31 | 32 | 33 | 34 |
| --------- | - | - | - | - | - | - | - | - | - | -- | -- | -- | -- | -- | -- | -- | -- | -- | -- | -- | -- | -- | -- | -- | -- | -- | -- | -- | -- | -- | -- | -- | -- | -- |
| Luogo     | T | C | T | C | T | C | T | C | T | C  | T  | C  | T  | C  | T  | C  | T  | C  | T  | C  | T  | C  | T  | C  | T  | C  | T  | C  | T  | C  | T  | C  | T  | C  |
| Risultato | N | V | V | V | N | P | V | N | N | N  | P  | N  | N  | P  | N  | V  | P  | V  | P  | V  | P  | P  | P  | V  | N  | V  | P  | N  | P  | P  | P  | V  | P  | V  |
| Posizione | 7 | 4 | 3 | 2 | 2 | 5 | 2 | 4 | 4 | 5  | 7  | 7  | 7  | 10 | 10 | 7  | 10 | 6  | 7  | 6  | 7  | 9  | 11 | 11 | 11 | 10 | 12 | 13 | 10 | 12 | 13 | 11 | 11 | 12 |

Fonte: http://calcio-seriea.net/allenatori_squadra/1995/1091/
Legenda:

Luogo: C = Casa; T = Trasferta. Risultato: V = Vittoria; N = Pareggio; P = Sconfitta.

### Statistiche dei giocatori[8]
| Giocatore       | Serie A  | Serie A | Serie A     | Serie A    | Coppa Italia | Coppa Italia | Coppa Italia | Coppa Italia | Totale   | Totale | Totale      | Totale     |
| Giocatore       | Presenze | Reti    | Ammonizioni | Espulsioni | Presenze     | Reti         | Ammonizioni  | Espulsioni   | Presenze | Reti   | Ammonizioni | Espulsioni |
| --------------- | -------- | ------- | ----------- | ---------- | ------------ | ------------ | ------------ | ------------ | -------- | ------ | ----------- | ---------- |
| M. Agostini     | 30       | 4       | ?           | ?          | 1            | 0            | ?            | ?            | 31       | 4      | ?           | ?          |
| L. Altomare     | 2        | 0       | ?           | ?          | -            | -            | -            | -            | 2        | 0      | 0+          | 0+         |
| R. Ayala        | 29       | 0       | ?           | ?          | 1            | 0            | ?            | ?            | 30       | 0      | ?           | ?          |
| F. Baldini      | 27       | 0       | ?           | ?          | -            | -            | -            | -            | 27       | 0      | 0+          | 0+         |
| A. Boghossian   | 23       | 2       | ?           | ?          | 1            | 0            | ?            | ?            | 24       | 2      | ?           | ?          |
| R. Bordin       | 29       | 0       | ?           | ?          | 1            | 0            | ?            | ?            | 30       | 0      | ?           | ?          |
| R. Buso         | 32       | 4       | ?           | ?          | -            | -            | -            | -            | 32       | 4      | 0+          | 0+         |
| C. Caruso       | 1        | 0       | ?           | ?          | -            | -            | -            | -            | 1        | 0      | 0+          | 0+         |
| F. Colonnese    | 16       | 0       | ?           | ?          | -            | -            | -            | -            | 16       | 0      | 0+          | 0+         |
| A. Cruz         | 29       | 1       | ?           | ?          | 1            | 0            | ?            | ?            | 30       | 1      | ?           | ?          |
| A. Di Napoli    | 27       | 5       | ?           | ?          | 1            | 0            | ?            | ?            | 28       | 5      | ?           | ?          |
| C. Imbriani     | 25       | 2       | ?           | ?          | 1            | 0            | ?            | ?            | 26       | 2      | ?           | ?          |
| R. Longo        | 12       | 0       | ?           | ?          | -            | -            | -            | -            | 12       | 0      | 0+          | 0+         |
| S. Matrecano    | 1        | 0       | ?           | ?          | -            | -            | -            | -            | 1        | 0      | 0+          | 0+         |
| F. Pari         | 31       | 0       | ?           | ?          | 1            | 0            | ?            | ?            | 32       | 0      | ?           | ?          |
| F. Pecchia      | 28       | 4       | ?           | ?          | 1            | 0            | ?            | ?            | 29       | 4      | ?           | ?          |
| F. Pizzi        | 32       | 3       | ?           | ?          | 1            | 0            | ?            | ?            | 33       | 3      | ?           | ?          |
| R. Policano     | 17       | 1       | ?           | ?          | -            | -            | -            | -            | 17       | 1      | 0+          | 0+         |
| M. Taccola      | 5        | 0       | ?           | ?          | -            | -            | -            | -            | 5        | 0      | 0+          | 0+         |
| G. Taglialatela | 34       | -41     | ?           | ?          | 1            | -1           | ?            | ?            | 35       | -42    | ?           | ?          |
| M. Tarantino    | 26       | 0       | ?           | ?          | 1            | 0            | ?            | ?            | 27       | 0      | ?           | ?          |